# Monterey Park Tract
Monterey Park Tract es un lugar designado por el censo ubicado en el condado de Stanislaus en el estado estadounidense de California. En el año 2010 tenía una población de 133 habitantes.

## Geografía
Monterey Park Tract se encuentra ubicado en las coordenadas 37°31′36″N 121°0′41″O / 37.52667, -121.01139.